# Badlhöhle
Die Badlhöhle liegt auf der Nordseite der Tanneben in 495 m ü. A. bei Peggau in der Steiermark und ist durch den Badlgraben von Badl an der Mur zu erreichen.
Sie hat eine Länge von etwa 500 Metern und ist in übereinanderliegende Stockwerke aufgeteilt. Ein zweiter Eingang befindet sich 52 Meter über dem Haupteingang.
Bei der Badlhöhle handelt es sich um eine geschützte Höhle nach dem Naturhöhlengesetz. Da es immer wieder zu Raubgrabungen und Zerstörungen gekommen war, sowie zum Schutz der Fledermäuse, wurde die Höhle abgesperrt.
Angeblich wurde die Höhle, die den Einheimischen schon bekannt war, im Jahre 1827 wiederentdeckt. Im Sommer des Jahres 1837 hatten sich der Besitzer der Höhle Ferdinand Freiherr von Thinnfeld und dessen Schwager k.k. Hofrat Wilhelm Ritter von Haidinger die Aufgabe gestellt, in der Höhle zu „wissenschaftlichen Zwecken“ zu graben. Sie bargen über 400 Knochen, die von dem Botaniker Franz Unger untersucht wurden. Ihm fiel die eigentümliche Form einiger Knochen, darunter zwei polierte Knochennadeln, auf, jedoch erkannte er diese nicht als Knochenartefakte, da ihm die entsprechenden Kenntnisse fehlten. Im Jahre 1870 erkannte Carl Ferdinand Peters in ihnen Knochen, die von Menschen bearbeitet worden waren und beschrieb die beiden polierten Knochenspitzen in der Grazer Tagespost als Nähnadeln. Durch diesen Artikel aufmerksam geworden, untersuchte der Prähistoriker Gundaker Graf Wurmbrand-Stuppach die Höhle. Seine Beschreibungen sind die einzig brauchbaren Dokumente aus jener Zeit, da die Schichten durch den Phosphaterdeabbau im Jahr 1918 im Zuge der Österreichischen Höhlendüngeraktion sehr geschädigt wurden.
Nahebei befindet sich die viel bedeutendere Repolusthöhle, Fundort der ältesten bekannten Siedlungsspuren Österreichs.

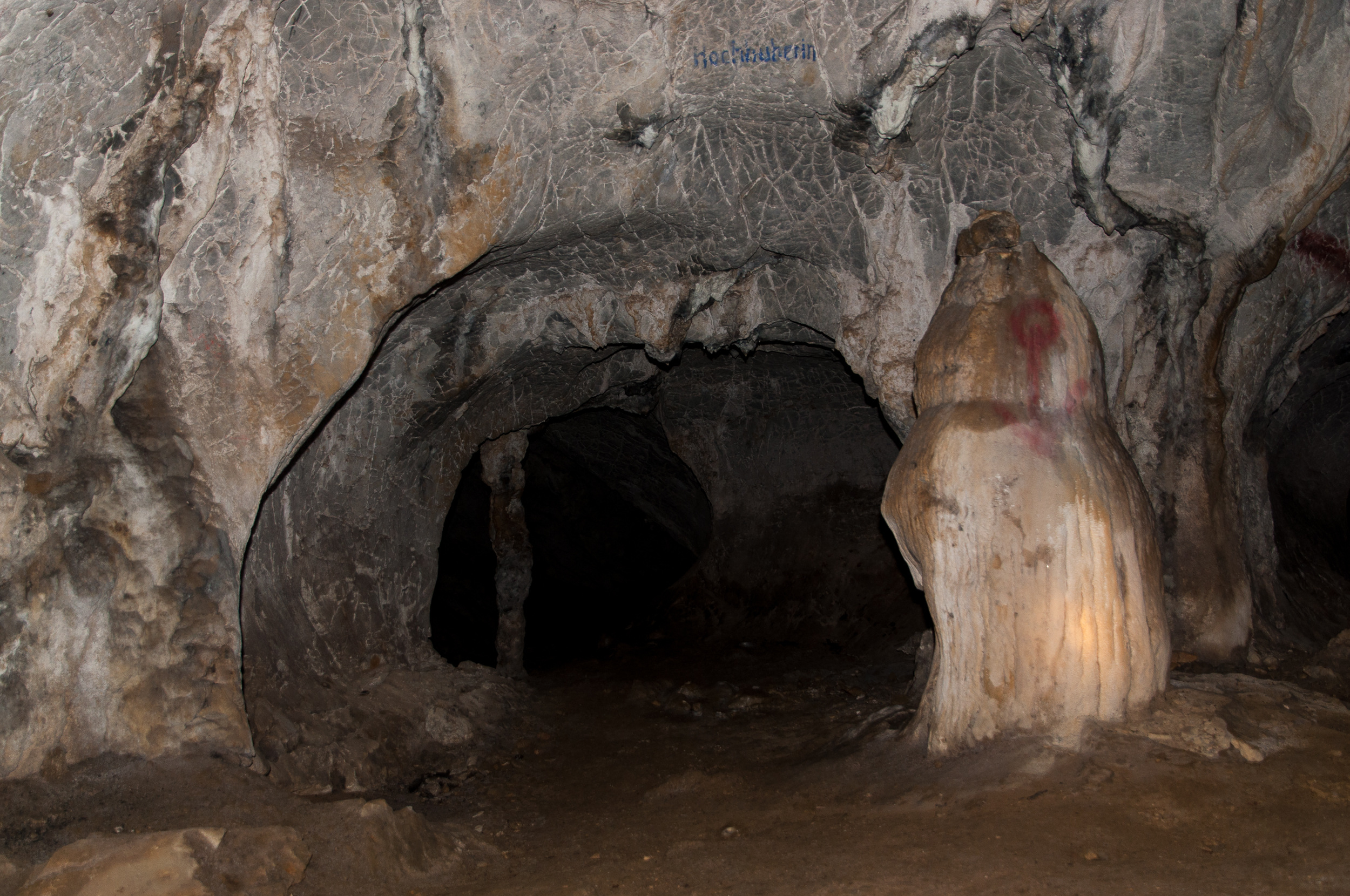
Stalagmit „Hochhuberin“
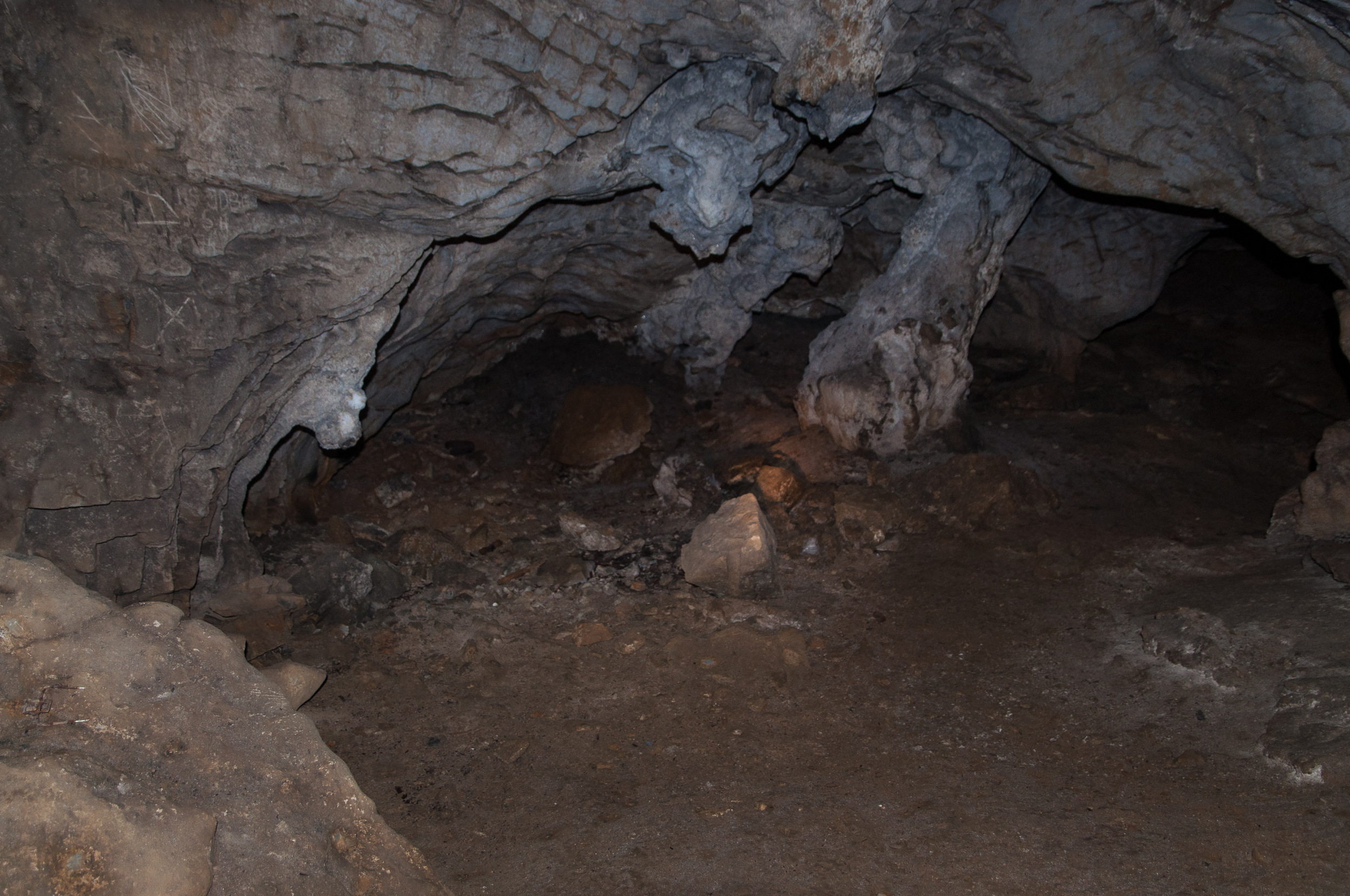
Fundstelle der Lautscher Spitze
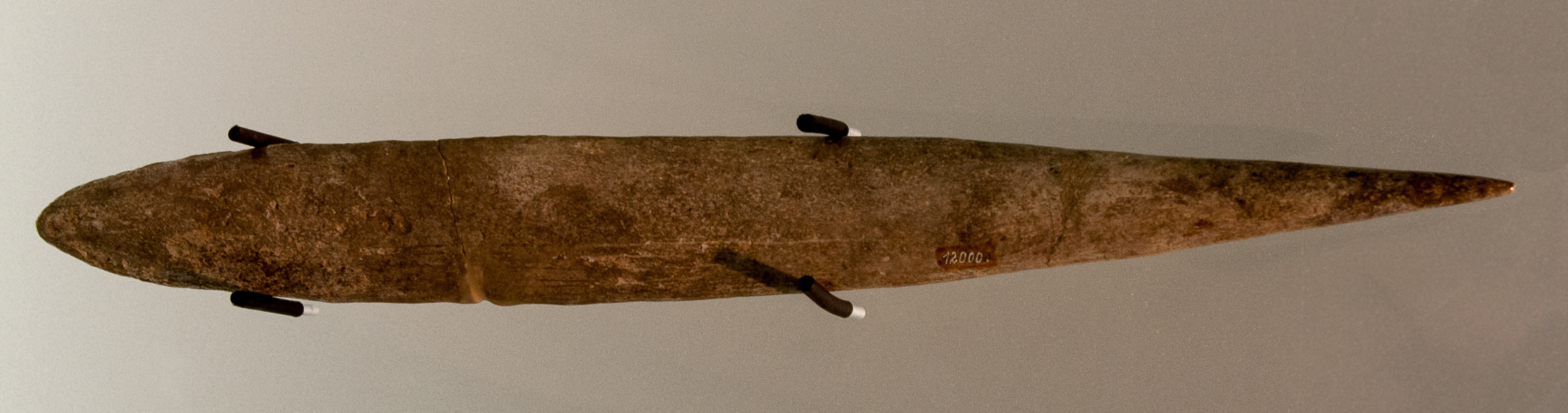
Lautscher Spitze, Fund von 1837
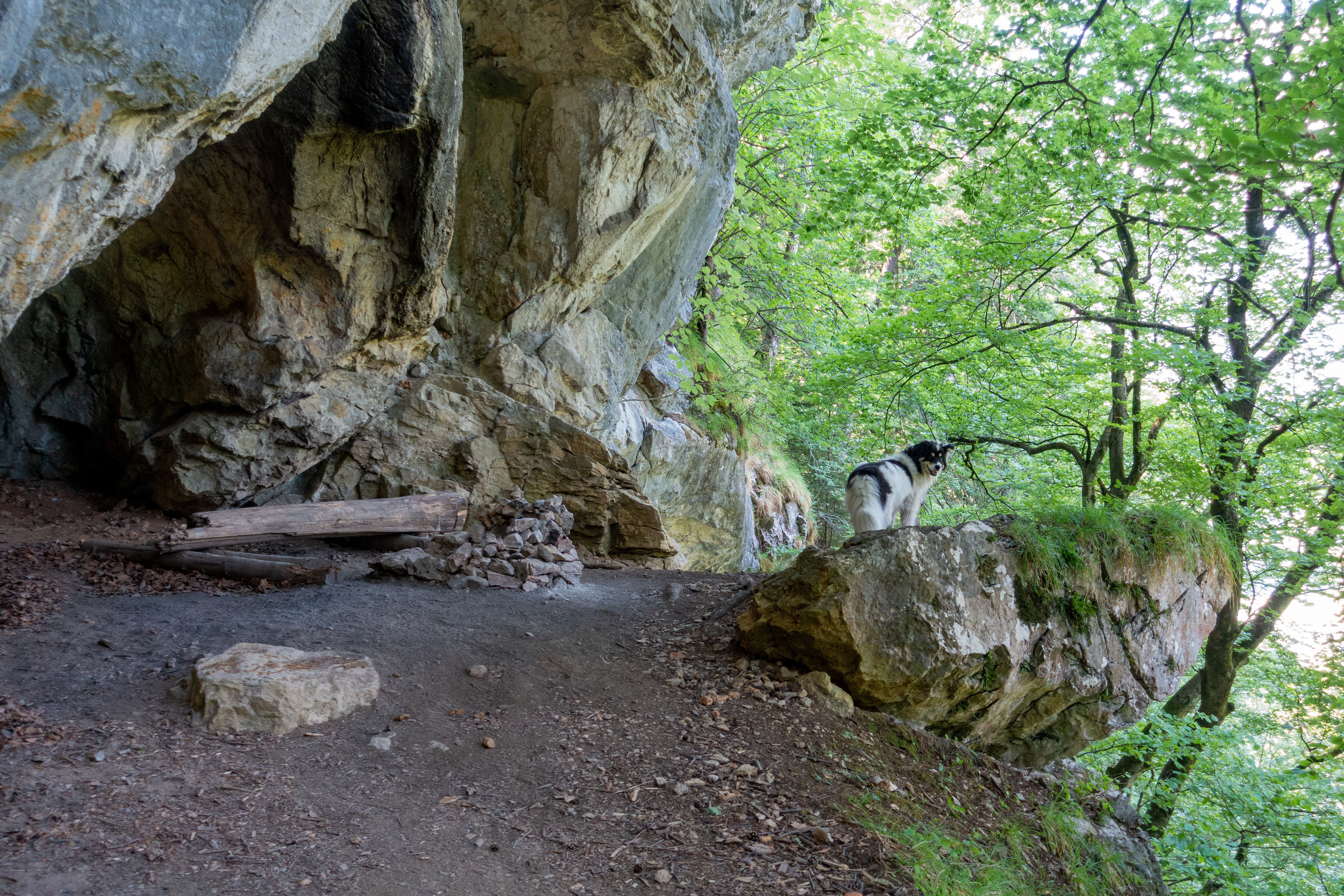
Badlhöhle, oberer Eingang